# Phil Davis (MMA)
Pour les articles homonymes, voir Phil Davis et Davis.
Phil Kwabina Davis, né le 25 septembre 1984 à Harrisburg en Pennsylvanie, est un pratiquant de MMA américain. Lutteur à l'université d'État de Pennsylvanie, il remporte le titre de champion de l'état en 2008, lors de sa quatrième et dernière année. Il finit sa scolarité avec un record de 116-15, étant nommé 4 années consécutives NCAA Division I All-American, tournoi réunissant les meilleurs lutteurs au niveau national. 
À la fin de ses études, il s'oriente vers les arts martiaux mixtes. Entre 2010 et 2015, il effectue 13 combats au sein de la division des poids mi-lourds de l'Ultimate Fighting Championship, rendant une copie de 9 victoires, 3 défaites et 1 sans décision. Il quitte l'UFC à la fin de son contrat, préférant rejoindre l'organisation Bellator MMA.

## Parcours en MMA

### Ultimate Fighting Championship
Après cette victoire, Phil Davis est rapidement programmé face à Forrest Griffin pour l'UFC 155 du 29 décembre 2013, remplaçant Chael Sonnen choisi comme entraîneur de la 17e saison de The Ultimate Fighter.
La rencontre est cependant annulée après une blessure au genou de Griffin au début du mois.
C'est alors face à Vinny Magalhaes qu'il combat lors de l'UFC 159, le 27 avril 2013.
Davis évite le sol contre ce spécialiste du jiu-jitsu brésilien et le surpasse debout pour remporter la victoire par décision unanime.
Début juin, un combat l'opposant Lyoto Machida est programmé pour l'UFC 163 au Brésil.
Les deux hommes se rencontrent alors le 3 août 2013 à Rio de Janeiro et n'arrivent pas à se départager avant la fin des trois rounds réglementaires. Les juges donnent Phil Davis vainqueur par décision unanime à deux rounds contre un.
Mais ce jugement est une décision controversée et certains, dont le président de l'UFC Dana White, estiment que son adversaire du soir aurait dû remporter ce combat,.
Sans combat durant de long mois, Davis est finalement programmé début février 2014 face à Anthony Johnson, de retour à l'UFC deux ans après avoir été remercié. Il a depuis ce temps réussi à compiler six victoires consécutives sans concédé aucune défaite.
La rencontre a alors lieu le 26 avril en second combat principal de l'UFC 172.
Remarqué pour ses provocations à destination du champion Jon Jones avant ce match, afin de manifestement se placer comme prochain prétendant au titre, il ne réussit cependant pas à battre Johnson. Ce dernier réussit à déjouer les tentatives d'amenées au sol du lutteur et contrôler le combat debout pour remporter les trois rounds aux yeux des juges.

### Bellator MMA
La défaite de Davis face à Bader marque aussi le dernier combat de son actuel contrat avec l'UFC.
De manière surprenante, il signe en avril 2015 un accord avec le Bellator MMA, une organisation de MMA un peu moins importante, alors qu'il est encore considéré comme l'un des dix meilleurs poids mi-lourd par les observateurs.
Il déclare alors avoir reçu une offre plus intéressante financièrement de la part du Bellator, sur laquelle l'UFC n'aura pas voulu s'aligner.

## Palmarès en lutte universitaire
(octobre 2015).
- National Collegiate Athletic Association
  - NCAA Division I All-American out of Pennsylvania State University (2005, 2006, 2007, 2008)[13]
  - NCAA Division I 197 lb (89.4 kg) – 7th place out of Pennsylvania State University (2005)[14]
  - NCAA Division I 197 lb (89.4 kg) – Runner-up out of Pennsylvania State University (2006)[14]
  - NCAA Division I 197 lb (89.4 kg) – 5th place out of Pennsylvania State University (2007)[14]
  - NCAA Division I 197 lb (89.4 kg) – Champion  out of Pennsylvania State University (2008)[14]

## Palmarès en MMA
| 21 combats     | 17 victoires | 3 défaites |
| Par KO         | 3            | 0          |
| Par soumission | 5            | 0          |
| Sur décision   | 9            | 3          |
| Sans décision  | 1            | 1          |

| Résultat      | Record   | Adversaire               | Méthode                            | Événement                           | Date              | Round | Temps | Lieu                                 | Notes                                                                 |
| ------------- | -------- | ------------------------ | ---------------------------------- | ----------------------------------- | ----------------- | ----- | ----- | ------------------------------------ | --------------------------------------------------------------------- |
| Victoire      | 17-3 (1) | Liam McGeary             | Décision unanime                   | Bellator 163: McGeary vs. Davis     | 4 novembre 2016   | 5     | 5:00  | Uncasville, Connecticut, États-Unis  | Remporte le titre des poids mi-lourds du Bellator.                    |
| Victoire      | 16-3 (1) | Muhammed Lawal           | Décision unanime                   | Bellator 154: Davis vs. King Mo     | 14 mai 2016       | 3     | 5:00  | San José, Californie, États-Unis     |                                                                       |
| Victoire      | 15-3 (1) | Francis Carmont          | KO (coup de poing)                 | Bellator MMA & Glory: Dynamite 1    | 19 septembre 2015 | 1     | 2:15  | San José, Californie, États-Unis     | Remporte le tournoi des poids mi-lourds du Bellator.                  |
| Victoire      | 14-3 (1) | Emanuel Newton           | Soumission (kimura)                | Bellator MMA & Glory: Dynamite 1    | 19 septembre 2015 | 1     | 4:39  | San José, Californie, États-Unis     | Demi-finale du tournoi des poids mi-lourds du Bellator.               |
| Défaite       | 13-3 (1) | Ryan Bader               | Décision partagée                  | UFC on Fox: Gustafsson vs. Johnson  | 24 janvier 2015   | 3     | 5:00  | Stockholm, Suède                     |                                                                       |
| Victoire      | 13-2 (1) | Glover Teixeira          | Décision unanime                   | UFC 179: Aldo vs. Mendes II         | 25 octobre 2014   | 3     | 5:00  | Rio de Janeiro, Brésil               |                                                                       |
| Défaite       | 12-2 (1) | Anthony Johnson          | Décision unanime                   | UFC 172: Jones vs. Teixeira         | 26 avril 2014     | 3     | 5:00  | Baltimore, Maryland, États-Unis      |                                                                       |
| Victoire      | 12-1 (1) | Lyoto Machida            | Décision unanime                   | UFC 163: Aldo vs. Korean Zombie     | 3 août 2013       | 3     | 5:00  | Rio de Janeiro, Brésil               |                                                                       |
| Victoire      | 11-1 (1) | Vinny Magalhaes          | Décision unanime                   | UFC 159: Jones vs. Sonnen           | 27 avril 2013     | 3     | 5:00  | Newark, New Jersey, États-Unis       |                                                                       |
| Victoire      | 10-1 (1) | Wagner Prado             | Soumission (étranglement anaconda) | UFC 153: Silva vs. Bonnar           | 13 octobre 2012   | 2     | 4:29  | Rio de Janeiro, Brésil               |                                                                       |
| Sans décision | 9-1 (1)  | Wagner Prado             | Doigt dans l'œil accidentel        | UFC on Fox: Shogun vs. Vera         | 4 août 2012       | 1     | 1:28  | Los Angeles, Californie, États-Unis  |                                                                       |
| Défaite       | 9-1      | Rashad Evans             | Décision unanime                   | UFC on Fox: Evans vs. Davis         | 28 janvier 2012   | 5     | 5:00  | Chicago, Illinois, États-Unis        | Pour déterminer l'aspirant n°1 au titre des poids mi-lourds de l'UFC. |
| Victoire      | 9-0      | Antônio Rogério Nogueira | Décision unanime                   | UFC Fight Night: Nogueira vs. Davis | 26 mars 2011      | 3     | 5:00  | Seattle, Washington, États-Unis      |                                                                       |
| Victoire      | 8-0      | Tim Boetsch              | Soumission (kimura)                | UFC 123: Rampage vs. Machida        | 20 novembre 2010  | 2     | 2:55  | Auburn Hills, Michigan, États-Unis   | Soumission de la soirée.                                              |
| Victoire      | 7-0      | Rodney Wallace           | Décision unanime                   | UFC 117: Silva vs. Sonnen           | 7 août 2010       | 3     | 5:00  | Oakland, Californie, États-Unis      |                                                                       |
| Victoire      | 6-0      | Alexander Gustafsson     | Soumission (étranglement anaconda) | UFC 112: Invincible                 | 10 avril 2010     | 1     | 4:55  | Abou Dabi, Émirats arabes unis       |                                                                       |
| Victoire      | 5-0      | Brian Stann              | Décision unanime                   | UFC 109: Relentless                 | 6 février 2010    | 3     | 5:00  | Las Vegas, Nevada, États-Unis        |                                                                       |
| Victoire      | 4-0      | David Baggett            | Soumission (étranglement arrière)  | UCFC: Rumble on the Rivers          | 27 juin 2009      | 1     | 3:37  | Pittsburgh, Pennsylvanie, États-Unis |                                                                       |
| Victoire      | 3-0      | Terry Cohens             | TKO (coups de poing)               | UWC 6: Capital Punishment           | 25 avril 2009     | 1     | 4:29  | Fairfax, Virginie, États-Unis        |                                                                       |
| Victoire      | 2-0      | Josh Green               | TKO (coups de poing)               | PFC 12: High Stakes                 | 22 janvier 2009   | 1     | 1:49  | Lemoore, Californie, États-Unis      |                                                                       |
| Victoire      | 1-0      | Brett Chism              | Décision unanime                   | No Boundary: The Awakening          | 11 octobre 2008   | 2     | 5:00  | Plymouth, Massachusetts, États-Unis  |                                                                       |